# Галашены (Молдова)
Галашены (рум. Gălăşeni, Гэлэшень) — село в Рышканском районе Молдавии. Является административным центром коммуны Галашены, включающей также село Малаешты.

## География
Село расположено на высоте 185 метров над уровнем моря.

## Население
По данным переписи населения 2004 года, в селе Гэлэшень проживает 1075 человек (513 мужчины, 562 женщины).
Этнический состав села:
| Национальность | Число жителей | Процентный состав |
| -------------- | ------------- | ----------------- |
| молдаване      | 1037          | 96.47             |
| румыны         | 17            | 1.58              |
| украинцы       | 15            | 1.4               |
| русские        | 5             | 0.47              |
| гагаузы        | 1             | 0.09              |
| Всего          | 1075          | 100%              |